# شهرستان ستارگارد
شهرستان ستارگارد (به لهستانی: Powiat Stargard) یک شهرستان در لهستان است که در استان پومرانی غربی واقع شده‌است. شهرستان ستارگارد ۱٬۵۱۹٫۵۹ کیلومتر مربع مساحت و ۱۱۹٬۴۰۲ نفر جمعیت دارد.